# Danh sách hạt cơ bản
Danh sách hạt cơ bản đã tìm thấy hoặc được tin rằng tồn tại trong vũ trụ của chúng ta phân chia theo thành các nhóm chủ yếu sau:

## Các hạt sơ cấp
Hạt sơ cấp chính là những thực thể vi mô tồn tại như một hạt nguyên vẹn, đồng nhất, không thể tách thành các phần nhỏ hơn, bao gồm các quark, lepton hay gauge boson. Các hạt sơ cấp được phân biệt chủ yếu thông qua spin: các hạt fermion có spin bán nguyên còn các hạt boson có spin nguyên

### Fermion
Fermion là nhóm các hạt có spin bán nguyên, tuân theo thống kê Fermi–Dirac và Nguyên lý loại trừ Pauli

#### Quark
Quark là thành phần cơ bản tạo nên các hạt tổ hợp hadron, bao gồm sáu loại phân chia theo hương: quark lên, quark xuống, quark duyên, quark lạ, quark đỉnh và quark đáy. Do sự giam hãm màu, các hạt quark không tồn tại riêng lẻ mà luôn ở dạng kết hợp cấu thành các hạt khác.
| Tên   | Ký hiệu | Phản hạt | Điện tích e | Khối lượng (MeV/c2) |
| ----- | ------- | -------- | ----------- | ------------------- |
| Lên   | u       | u        | +2⁄3        | 1,5–3,3             |
| Xuống | d       | d        | −1⁄3        | 3,5–6,0             |
| Duyên | c       | c        | +2⁄3        | 1.160–1.340         |
| Lạ    | s       | s        | −1⁄3        | 70–130              |
| Đỉnh  | t       | t        | +2⁄3        | 169.100–173.300     |
| Đáy   | b       | b        | −1⁄3        | 4.130–4.370         |

#### Lepton
Nhóm lepton gồm 12 hạt có spin bán nguyên không tham gia trong tương tác mạnh: Điện tử và Positron, Muyon và phản Muyon, Tauon và phản Tauon, 3 hạt Neutrino (ν
e, ν
μ và ν
τ) và 3 phản hạt của chúng (ν
e, ν
μ và ν
τ). Thế hệ thứ nhất của lepton là các lepton điện tử gồm điện tử và neutrino điện tử cùng các phản hạt của chúng; thế hệ thứ hai là các lepton muon gồm Muyon và Muyon neutrino cùng các phản hạt của chúng; thế hệ thứ ba là các lepton tau, gồm tauon và tau neutrino cùng các phản hạt của chúng.
| Tên               | Ký hiệu | Phản hạt | Điện tích e | Khối lượng (MeV/c2) |
| ----------------- | ------- | -------- | ----------- | ------------------- |
| Electron          | e⁻      | e+       | −1          | 0,511               |
| Electron neutrino | ν e     | ν e      | 0           | < 2,2 eV/c2         |
| Muon              | μ⁻      | μ+       | −1          | 105,7               |
| Muon neutrino     | ν μ     | ν μ      | 0           | < 0.170             |
| Tau               | τ⁻      | τ+       | −1          | 1.777               |
| Tau neutrino      | ν τ     | ν τ      | 0           | < 15,5              |

### Boson
Boson là nhóm các hạt sơ cấp có spin nguyên, tuân theo thống kê Bose-Einstein, bao gồm các hạt mang tương tác điện từ (Photon), tương tác yếu (Boson W và Z), tương tác mạnh (Gluon), tương tác hấp dẫn (Graviton) và hạt Higgs
| Tên         | Ký hiệu | Phản hạt | Điện tích (e) | Spin | Khối lượng (GeV/c2) | Trung gian tương tác của | Sự tồn tại |
| ----------- | ------- | -------- | ------------- | ---- | ------------------- | ------------------------ | ---------- |
| Photon      | γ       | Tự nó    | 0             | 1    | 0                   | Điện từ                  | Xác nhận   |
| Boson W     | W⁻      | W+       | −1            | 1    | 80,4                | Lực tương tác yếu        | Xác nhận   |
| Boson Z     | Z       | Tự nó    | 0             | 1    | 91,2                | Lực tương tác yếu        | Xác nhận   |
| Gluon       | g       | Tự nó    | 0             | 1    | 0                   | Lực tương tác mạnh       | Xác nhận   |
| Higgs boson | H⁰      | Tự nó    | 0             | 0    | 125,3               | Khối lượng               | Xác nhận   |

### Hạt sơ cấp phỏng đoán
Lý thuyết siêu đối xứng dự đoán sự tồn tại của nhiều hạt hơn, không hạt nào trong số đó đã được xác nhận thực nghiệm:
| Tên      | Ký hiệu | Phản hạt | Điện tích (e) | Spin | Khối lượng (GeV/c2) | Trung gian tương tác của | Sự tồn tại    |
| -------- | ------- | -------- | ------------- | ---- | ------------------- | ------------------------ | ------------- |
| Graviton | G       | Tự nó    | 0             | 2    | 0                   | Lực hấp dẫn              | Chưa xác nhận |

| Siêu đối xứng | Siêu đối xứng của  | Spin | Chi tiết |
| ------------- | ------------------ | ---- | --- |
| Neutralino    | Neutral boson      | 1⁄2  | Các neutralino chồng chất của siêu đối boson trung lập mô hình chuẩn: trung lập boson Higgs, boson Z và photon. Neutralino nhẹ nhất là một ứng cử viên hàng đầu cho vật chất tối. MSSM dự đoán 4 neutralino                       |
| Chargino      | Charged boson      | 1⁄2  | Các Chargino là sự chồng chất của siêu đối boson Mô hình chuẩn: được tính Higgs boson và W boson. MSSM dự đoán hai cặp charginos.                                                                                                 |
| Photino       | Photon             | 1⁄2  | Cùng với Zino, Wino và Higgsino trung lập cho Neutralino. |
| Wino, Zino    | Boson W và Boson Z | 1⁄2  | Tính wino cùng với Higgsino mang Charginos, cho Zino thấy dòng trên. |
| Higgsino      | Higgs boson        | 1⁄2  | Đối với siêu đối xứng có một nhu cầu cho một số Higgs boson, trung tính cùng với siêu đối xứng của nó. |
| Gluino        | Gluon              | 1⁄2  | Tám gluon và tám gluino. |
| Gravitino     | Graviton           | 3⁄2  | Dự đoán của siêu hấp dẫn (SUGRA). Graviton là hạt giả thuyết. |
| Slepton       | Lepton             | 0    | Các hạt siêu đối xứng của lepton (electron, muon, tau) và các neutrino. |
| Sneutrino     | Neutrino           | 0    | Được giới thiệu bởi nhiều phần mở rộng khác của Mô hình Chuẩn, và có thể cần thiết để giải thích LSND kết quả có vai trò đặc biệt sneutrino vô trùng, các đối tác siêu giả neutrino thuận tay phải, được gọi là vô trùng neutrino |
| Squark        | Quark              | 0    | Squark top (siêu đối của các quark top) được cho là có một khối lượng thấp và thường là chủ đề của tìm kiếm thử nghiệm. |

Lưu ý: Cũng như photon, Boson Z và Boson W± là sự chồng chất của B0, W0, W1 và W2 lĩnh vực - Photino, Zino, và Wino± là sự chồng chất của Bino0, Wino0, wino1, và wino2 theo định nghĩa. 
Không có vấn đề nếu bạn sử dụng Gaugino gốc hoặc chồng chất này như một cơ sở, các hạt vật lý chỉ dự đoán là Neutralino và Chargino là sự chồng chất của họ cùng với Higgsino
Các giả thuyết khác dự đoán sự tồn tại của boson khác
| Tên hạt              | Spin          | Chi tiết |
| -------------------- | ------------- | --- |
| Graviton             | 2             | Đã được đề xuất làm trung gian lực hấp dẫn trong lý thuyết hấp dẫn lượng tử.                                                                          |
| Graviscalar          | 0             | Còn được gọi là Radion |
| Graviphoton          | 1             | Còn được gọi là Gravivector |
| Axion                | 0             | Một hạt Pseudoscalar giới thiệu trong Peccei-Quinn lý thuyết để giải quyết các vấn đề mạnh CP.                                                        |
| Axino                | 1⁄2           | Siêu đối xứng của hạt Axion. Các hình thức, cùng với Saxion và Axion, một supermultiplet trong phần mở rộng của Peccei-Quinn lý thuyết siêu đối xứng. |
| Saxion               | 0             | |
| Branon               | ?             | Dự đoán trong các mô hình thế giới màng. |
| Dilaton              | 0             | Dự đoán trong một số lý thuyết chuỗi. |
| Dilatino             | 1⁄2           | Siêu đối xứng của Dilaton |
| Boson X và Boson Y   | 1             | Những leptoquark được dự đoán bởi lý thuyết GUT là tương đương nặng của Boson W và Boson Z.                                                           |
| Boson W' và Boson Z' | 1             | |
| Magnetic photon      | ?             | |
| Majoron              | 0             | Dự đoán để hiểu neutrino quần chúng do cơ chế seesaw.                                                                                                 |
| Majorana Fermion     | 1⁄2; 3⁄2 ?... | Gluino, Neutralino, hoặc khác là riêng của mình phản hạt.                                                                                             |
| Chameleon            | 0             | Một ứng cử viên có thể cho năng lượng tối và vật chất tối, và có thể đóng góp vào lạm phát vũ trụ.                                                    |

Hạt gương được dự đoán bởi các lý thuyết khôi phục lại đối xứng chẵn lẻ.
Magnetic monopole  là một tên chung cho các hạt với phí từ khác không. Chúng được dự đoán của một số ruột.
Tachyon là hạt cho giả thuyết tốc độ nhanh hơn tốc độ của ánh sáng và có một khối lượng nghỉ tưởng tượng.
Preon đã được đề xuất như là cấu trúc hình thành các quark và lepton, nhưng thí nghiệm máy gia tốc hiện đại đã bác bỏ sự tồn tại của nó.
tháp Kaluza-Klein của các hạt được dự đoán của một số mô hình kích thước phụ. Thêm đà chiều được biểu hiện như khối lượng thêm trong không-thời gian bốn chiều.

## Hạt ảo
- Phonon
- Exciton
- Plasmon
- Polariton
- Polaron
- Magnon

## Phân biệt bởi tốc độ di chuyển
- Tardyon hay bradyon, hạt có khối lượng, di chuyển nhỏ hơn tốc độ ánh sáng trong chân không
- Luxon, hạt phi khối lượng, di chuyển với tốc độ ánh sáng trong chân không
- Tachyon, di chuyển lớn hơn tốc độ ánh sáng trong chân không